# Nationaltheater Mannheim

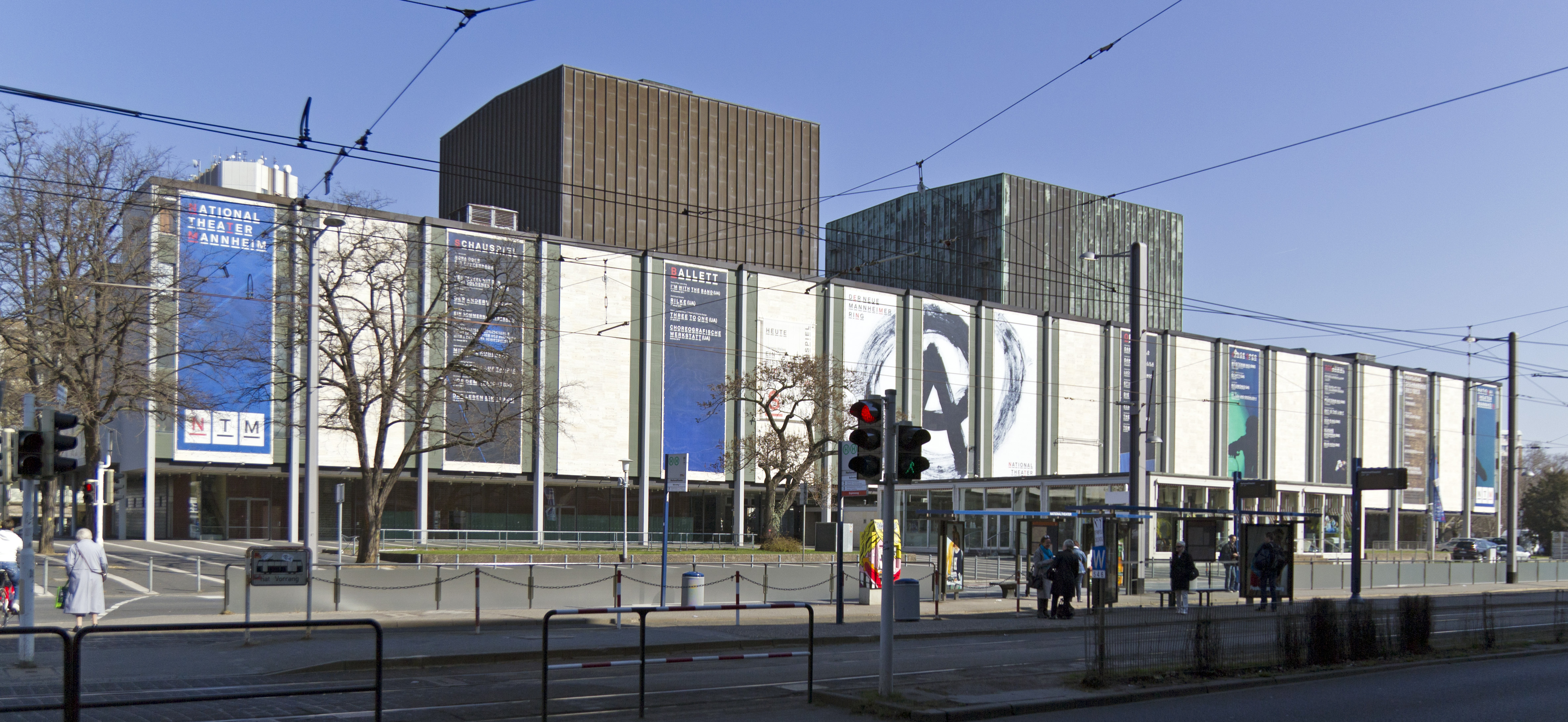
Nationaltheater Mannheim

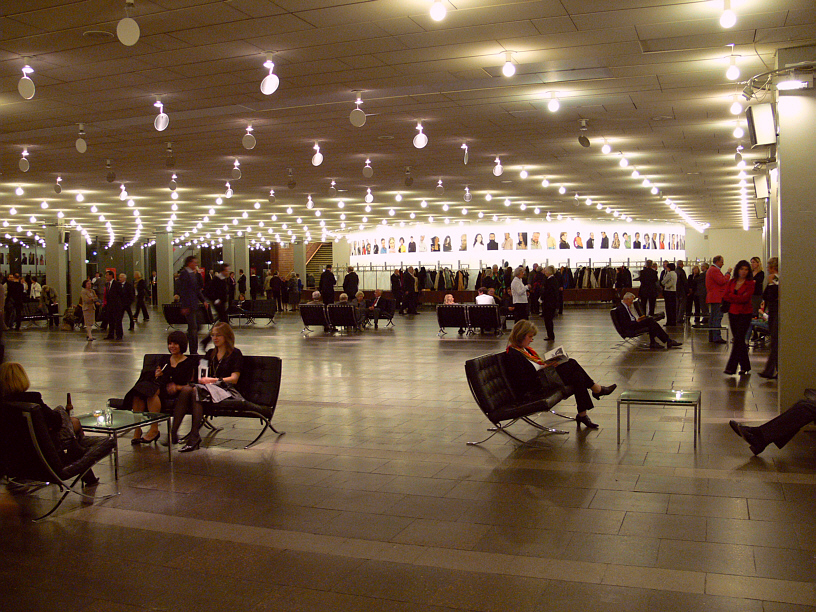
Nationaltheater Mannheim, Foyer

Das Nationaltheater Mannheim (NTM) ist ein Vierspartentheater in Mannheim mit eigenen Ensembles für Musiktheater (Oper), Schauspiel, Tanz und dem Jungen Nationaltheater. 2012 hat das Nationaltheater sein Angebot mit der Mannheimer Bürgerbühne erneut erweitert. Mit der Übernahme der Schauspielintendanz durch Christian Holtzhauer erhielt diese eine neue Bezeichnung als Mannheimer Stadtensemble. Die Junge Bürgerbühne besteht innerhalb des Jungen Nationaltheaters weiter. Mit den zweijährlich stattfindenden Internationalen Schillertagen und dem Mannheimer Mozartsommer (seit Spielzeit 17/18 Mannheimer Sommer) sowie seinen jährlich über Vorstellungen für rund 350.000 Besucher ist das Nationaltheater als das Flaggschiff der Metropolregion Rhein Neckar allgegenwärtig und erreicht ein breites regionales und überregionales Publikum.
Gegründet von Kurfürst Carl Theodor als „stehende Bühne“ mit festem Ensemble in der Nachfolge des höfischen Theaters wurde das Nationaltheater bereits 1839 vollständig städtischer Verantwortung unterstellt und ist damit heute eines der ältesten kommunalen Theater der Welt.

## Geschichte

### Altes Nationaltheater von 1777

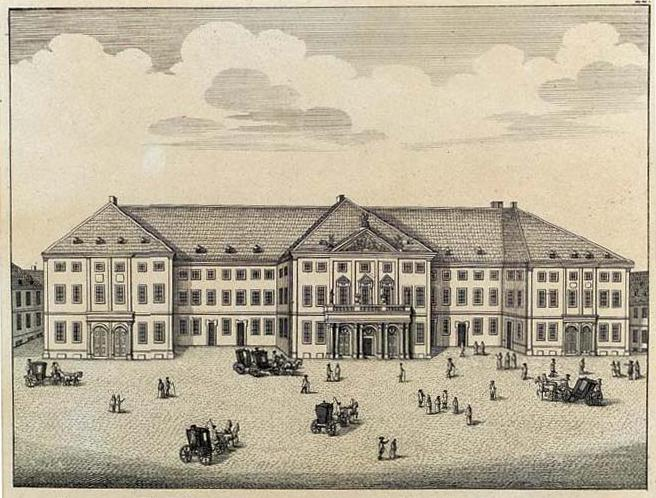
Das teutsche Komödienhaus (Kupferstich der Brüder Klauber, 1782)

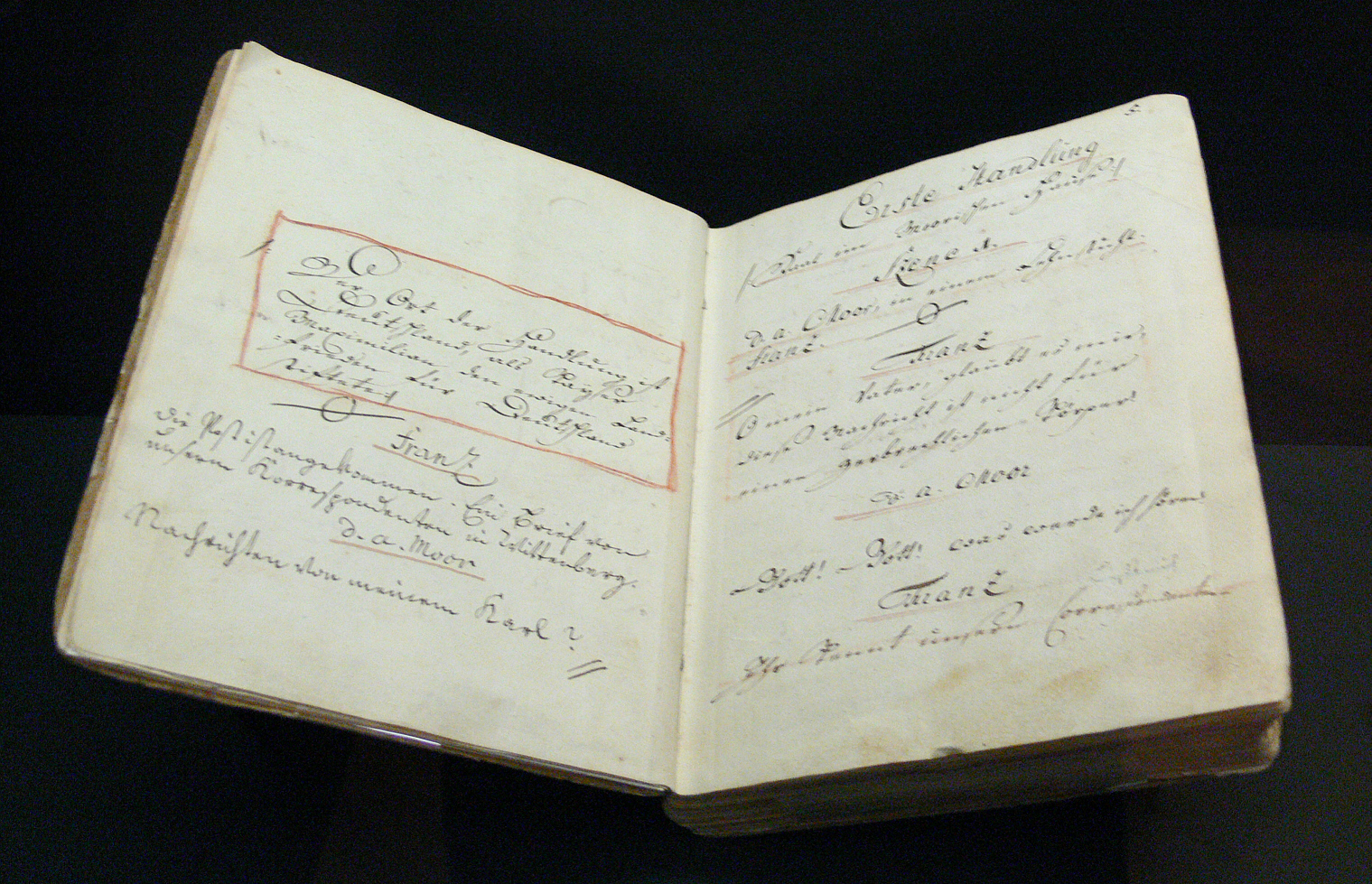
Soufflierbuch der Mannheimer Uraufführung von Schillers Drama „Die Räuber“, 1782

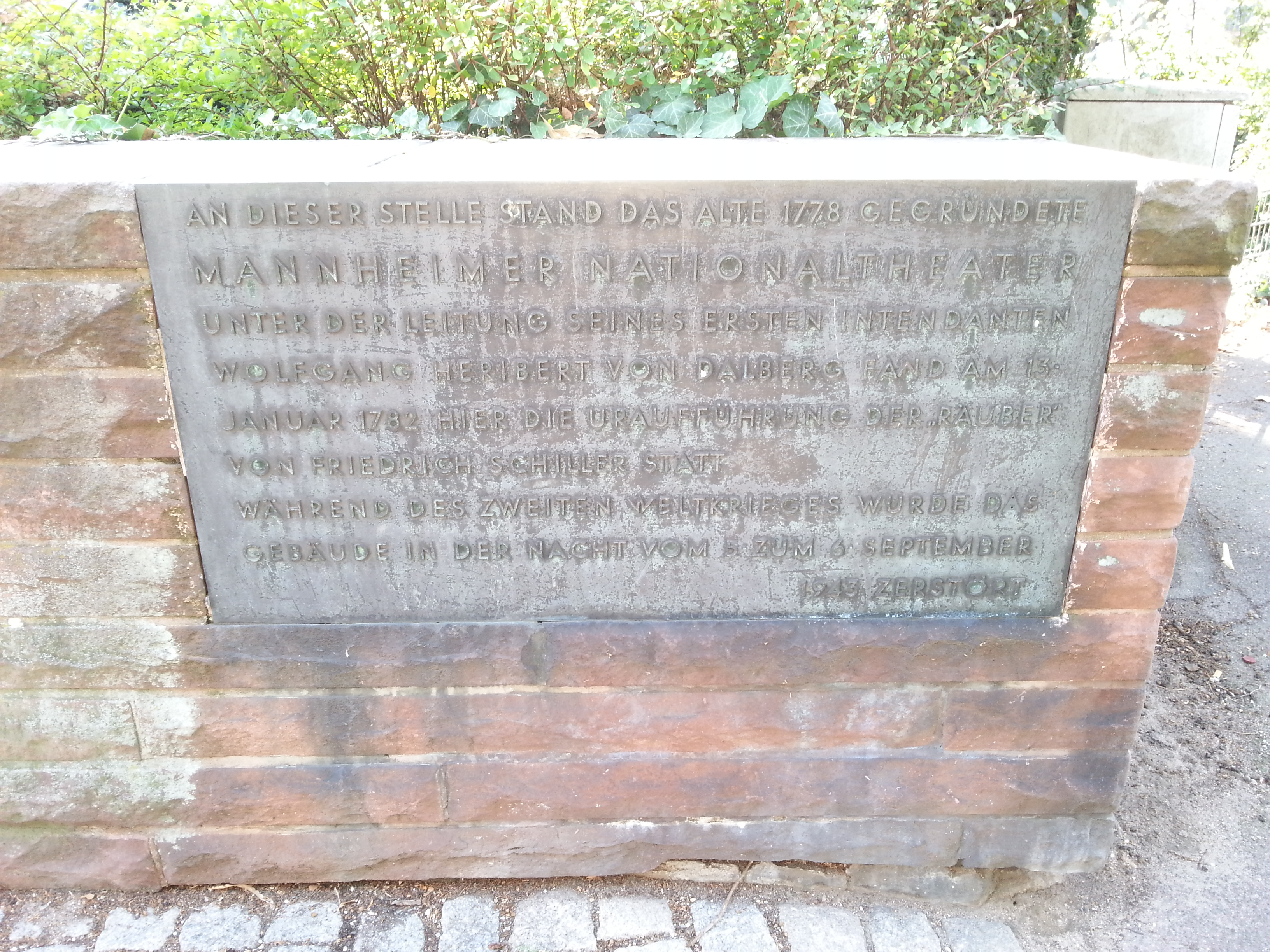
Infotafel zum Alten Nationaltheater Mannheim

Der erste Bau des Nationaltheaters entstand in Mannheim auf Anregung des Kurfürsten Karl Theodor, der den Umbau des kurfürstlichen Zeug- und Schütthauses in ein dreigeschossiges Theaterhaus unter Leitung des Baumeisters Lorenzo Quaglio veranlasste. Quaglio erweiterte die Fassade des ursprünglich schmucklosen Baus um einen Mittelrisalit mit Balkonvorbau sowie um zwei sechsachsige Eckrisaliten. Der Giebel wurde um ein Stockwerk angehoben und mit einem Relief von Johann Matthäus van den Branden (1718–1788) geschmückt, das Apoll und die neun Musen zeigte. Van den Branden schuf auch die Urnen und Figuren auf den drei Balkonen.
Im Frühjahr des Jahres 1777 begann der Spielbetrieb an der ersten „deutschen Nationalschaubühne“ und Theobald Hilarius Marchand, der Vater von Maria Marchand, wurde deren erster Leiter. Im darauf folgenden Jahr wurde Wolfgang Heribert Freiherr von Dalberg mit der Leitung des Nationaltheaters betraut, das der Kurfürst als Ausgleich für den Wegzug des Hofes nach München in Mannheim bestehen ließ. Gleichzeitig mit der Eröffnung der Mannheimer Bühne hatte Karl Theodor seine bisherige ausländische Hoftheatergruppe aufgelöst; sein Opernensemble blieb bestehen, folgte ihm jedoch nach München. In Mannheim bestritten daher zunächst Wandertruppen das Programm, bis Dalberg die Seylersche Schauspiel-Gesellschaft, darunter Mitglieder des ehemaligen Gothaer Ensemble des verstorbenen Theaterleiters Conrad Ekhof, verpflichtete, dem mit August Wilhelm Iffland, Heinrich Beck und Johann David Beil mehrere herausragende Darsteller angehörten. Abel Seyler selbst wurde als Direktor des Mannheimer Theaters ernannt und übernahm die künstlerische Leitung. Das Ensemble gab am 17. Oktober 1779 sein Debüt mit dem Stück Geschwind eh’ es jemand sieht. Spätere Jubiläen nahmen stets auf diese Premiere Bezug.
Am 13. Januar 1782 wurde Friedrich Schillers Drama Die Räuber in Anwesenheit des Dichters uraufgeführt. Schiller war ab dem Folgejahr auch Mannheims erster Theaterdichter – eine Funktion, die unter der Schauspieldirektion Bruno Klimeks (1996–2000) wiederbelebt wurde. Schillers philosophierende Stücke waren in Mannheim jedoch nicht sehr erfolgreich, so dass er die Stadt 1785 verließ. Wesentlich erfolgreicher waren dagegen unterhaltsame Stücke, die insbesondere ab 1792, nachdem Iffland die Regie übernommen hatte, das Programm bildeten. Die Napoleonischen Kriege führten zu häufigen Spielpausen. Iffland verließ das Haus, um in Berlin Direktor des dortigen Nationaltheaters zu werden. Dalberg übertrug sein Amt seinem Schwiegersohn Friedrich Anton von Venningen, der als wenig befähigt galt und 1816 wegen politischer Umtriebe abgesetzt wurde. Der Niedergang Mannheims zur Provinzstadt wirkte sich auch auf das Nationaltheater aus, dessen Intendantenstelle zeitweise unbesetzt blieb oder kommissarisch verwaltet wurde.
Als Folge eines Streites über die Finanzierung des Theaters zwischen der Stadt Mannheim und dem Staat übergab ein Ministerialerlass vom 16. April 1839 die Verantwortung für das Theater an die Stadt. Damit wurde es das erste kommunale Theater in Deutschland. Der anschließende Aufschwung des Hauses geht im Wesentlichen auf den Dekorationsmaler Joseph Mühldorfer zurück, dessen Bühnenbilder und Aufbauten internationale Anerkennung fanden. In den Jahren 1853 bis 1855 wurden Bühne und Zuschauerraum durch Mühldorfer komplett umgestaltet und das Haus um eine Étage aufgestockt. Außerdem wurden die zwischen den Vorbauten gelegenen Außenhöfe überbaut, so dass die einst harmonisch gegliederte Fassade verlorenging und das Bauwerk als „kasernenartig“ bezeichnet wurde. Auf dem ursprünglich freien Komödienplatz wurden 1862 bis 1866 Bronzedenkmäler für Schiller, Iffland und Dalberg errichtet.
Die musikalischen Aufführungen in der zweiten Hälfte des 19. Jahrhunderts waren geprägt vom Dirigenten Vinzenz Lachner, der neben traditionellen Werken auch moderne, zeitgenössische Werke aufführte. Lediglich Richard Wagner stieß bei Lachner auf Ablehnung, so dass dessen Werke erst nach Lachners Ruhestand 1881 verstärkt zur Aufführung kamen; zeitweise dominierten Wagner-Werke sogar den Spielbetrieb.
Zwischen 1896 und 1899 war der Komponist Emil Nikolaus von Reznicek Mannheimer Hofkapellmeister.
Eine bedeutende Hochphase erlebte das Mannheimer Nationaltheater unter dem Intendanten Carl Hagemann ab 1906. Zu seinem Ensemble zählten Kapellmeister Wilhelm Furtwängler, Oberregisseur Richard Weichert und Bühnenbildner Ludwig Sievert. Hagemanns Ensemble spielte sich, auch mit der Aufführung neuer expressionistischer Stücke, in die erste Reihe der deutschen Theater zurück, nicht zuletzt nachdem die Theaterlandschaft in Berlin während des Ersten Weltkrieges an Bedeutung verloren hatte. Unter der Intendanz von Francesco Sioli (1924–1927) fand eine verstärkte Förderung des Nachwuchses und eine Verjüngung des Ensembles statt, wodurch es mit einem ebenfalls neuen Leitungsteam, unter anderem Hermann Wlach als Oberspielleiter und Heinz Dietrich Kenter als Regisseur, möglich war, eine Modernisierung des Spielplanes zu bewirken, woraus sich eine Vielzahl von Ur- und Erstaufführungen zeitgenössischer Musikwerke und Dramen der Gegenwartsliteratur entwickelten.
In Mannheim darüber hinaus engagiert waren Gustav Rudolf Sellner, Ernst Langheinz, Ida Ehre, Gertrud Bindernagel, Eugen Jochum, Margarete Klose, Erna Schlüter, Margarete Teschemacher, Valentin Haller, Willy Birgel, Joseph Offenbach, Bum Krüger, Annemarie Schradiek, Erich Musil und andere.
Während einer Vorstellung von Carl Maria von Webers Der Freischütz wurde Mannheim am 5. September 1943 durch die Royal Air Force bombardiert. Hierdurch wurden große Teile der Stadt und auch das Nationaltheater zerstört. An der Stelle des alten Nationaltheaters am Schillerplatz in B 3 steht heute eine Infotafel.

### Nachkriegsprovisorium in der Schauburg
Nach dem Krieg zog man provisorisch in die Schauburg, ein ehemaliges Kino im Quadrat K 1. Der erste Nachkriegs-Intendant, Carl Onno Eisenbart, hatte noch 1945 die Lizenz zur Durchführung musikalischer und theatralischer Aufführungen erhalten. Ihm folgten mehrere ebenfalls nur kurz wirkende Intendanten, darunter Richard Payer, der sich zu Tode stürzte, bevor 1951 mit Hans Schüler wieder ein bedeutender Intendant gefunden war. Anlässlich des 175-jährigen Jubiläums wurde 1954 der Schillerpreis der Stadt Mannheim gestiftet.

### Neues Nationaltheater von 1957

#### Gebäude

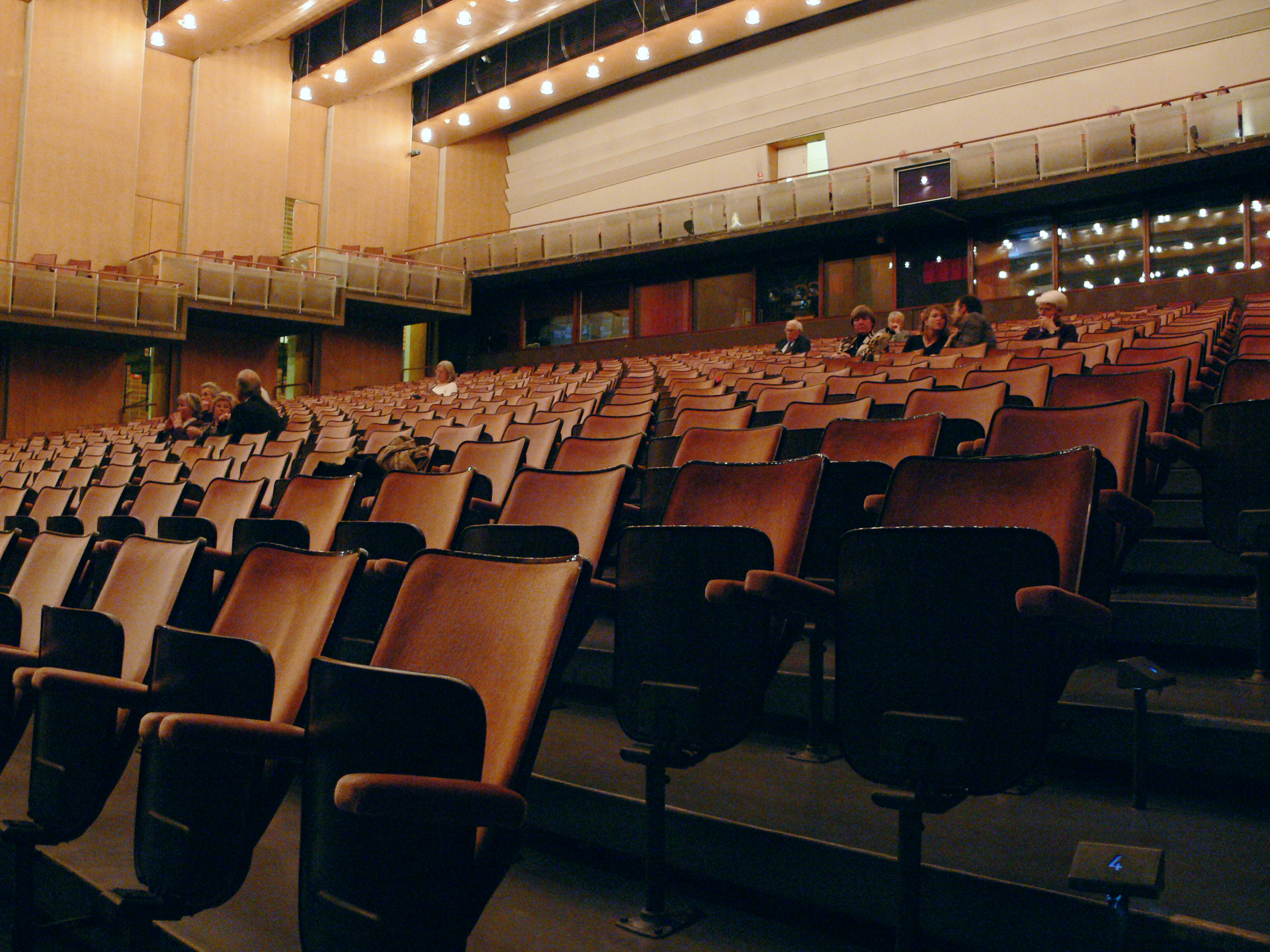
Nationaltheater Mannheim, Opernhaus

Nachdem erste Ideen, ein neues Theater im Ostflügel des Mannheimer Schlosses einzurichten, verworfen worden waren, entschied man sich dafür, einen Neubau am Goetheplatz zu errichten.
1953 wurde ein beschränkter Architekturwettbewerb für ein neues Theater durchgeführt, an dem sich nur dazu aufgeforderte Architekten beteiligen konnten. Zu ihnen gehörten Ludwig Mies van der Rohe, Rudolf Schwarz, Hans Scharoun und Richard Döcker. Der Vorsitzende des Preisgerichts war Hans Schwippert. Die Stadt Mannheim folgte der Empfehlung der Preisrichter, Ludwig Mies van der Rohe und Rudolf Schwarz zu einer Überarbeitung ihrer Vorschläge aufzufordern, was diese ablehnten. Daraufhin beauftragte die Stadt Mannheim die Architekten Otto Ernst Schweizer und Gerhard Weber, einen Schüler Mies van der Rohes, 1954 mit neuen Entwürfen.
Schließlich entschieden sich die Verantwortlichen für die Planung von Gerhard Weber, nach dessen Konzeption von 1955 bis 1957 ein neues Theatergebäude am Goetheplatz (also nicht an der Stelle des zerstörten Nationaltheaters) erbaut wurde. Es besteht aus einem Großen Haus (Opernhaus, ca. 1.200 Plätze) und einem Kleinen Haus (Schauspielhaus, ca. 630 Plätze mit variabler Sitzordnung), die sich ein gemeinsames Foyer teilen.
Für die Gestaltung der stadteinwärts gerichteten Westfassade wurde ein Wettbewerb ausgeschrieben, den Hans Leistikow gewann. Er gestaltete ein Mosaikfries mit Figuren der Commedia dell’arte.
Am 13. Januar 1957 wurde der Neubau durch gleichzeitig stattfindende Vorstellungen von Webers Der Freischütz im Opernhaus, Dirigent: Herbert Albert, und Schillers Die Räuber im Kleinen Haus in einer Inszenierung von Erwin Piscator eingeweiht. Noch im gleichen Jahr wurde Architekt Weber für sein wegweisendes Konzept auf der Biennale in Sao Paulo als bester Theaterarchitekt geehrt.
Bei der umfangreichen technischen Sanierung des Hauses 1992–1994 (während der Intendanz von Klaus Schultz, 1992–1996) wurden Beleuchtung und Bühnentechnik komplett erneuert und über dem Schauspielhaus ein Bühnenturm errichtet.
Das Gebäude ist heute ein Kulturdenkmal aufgrund des Baden-Württembergischen Denkmalschutzgesetzes. An das 60-jährige Jubiläum der Grundsteinlegung am 18. Juni 1954 erinnert seit Juni 2014 eine Tafel der „Stadtpunkte – Mannheimer Geschichte vor Ort“ an der Außenfassade des Nationaltheaters. Gleichzeitig wurde vor dem Nationaltheater eine Sehstation im Rahmen des Baukulturpreises der Stadt Mannheim aufgestellt. Die roten Betonwürfel machen auf gute Architektur in Mannheim aufmerksam.

#### Ergänzungen und Entwicklungen

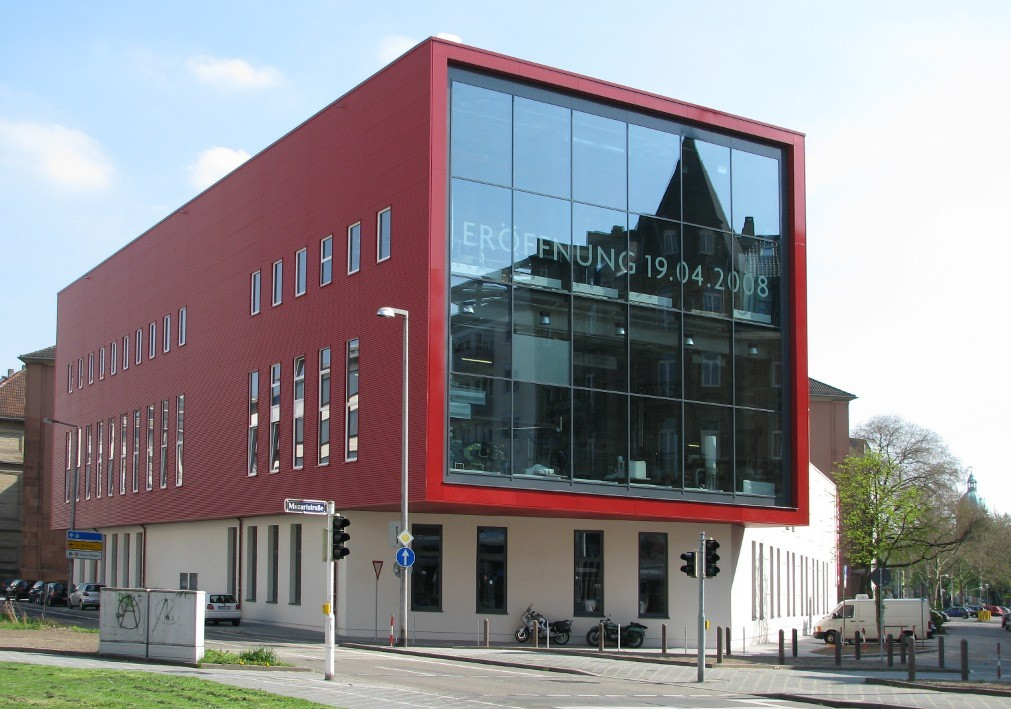
Das 2008 eröffnete Werkhaus

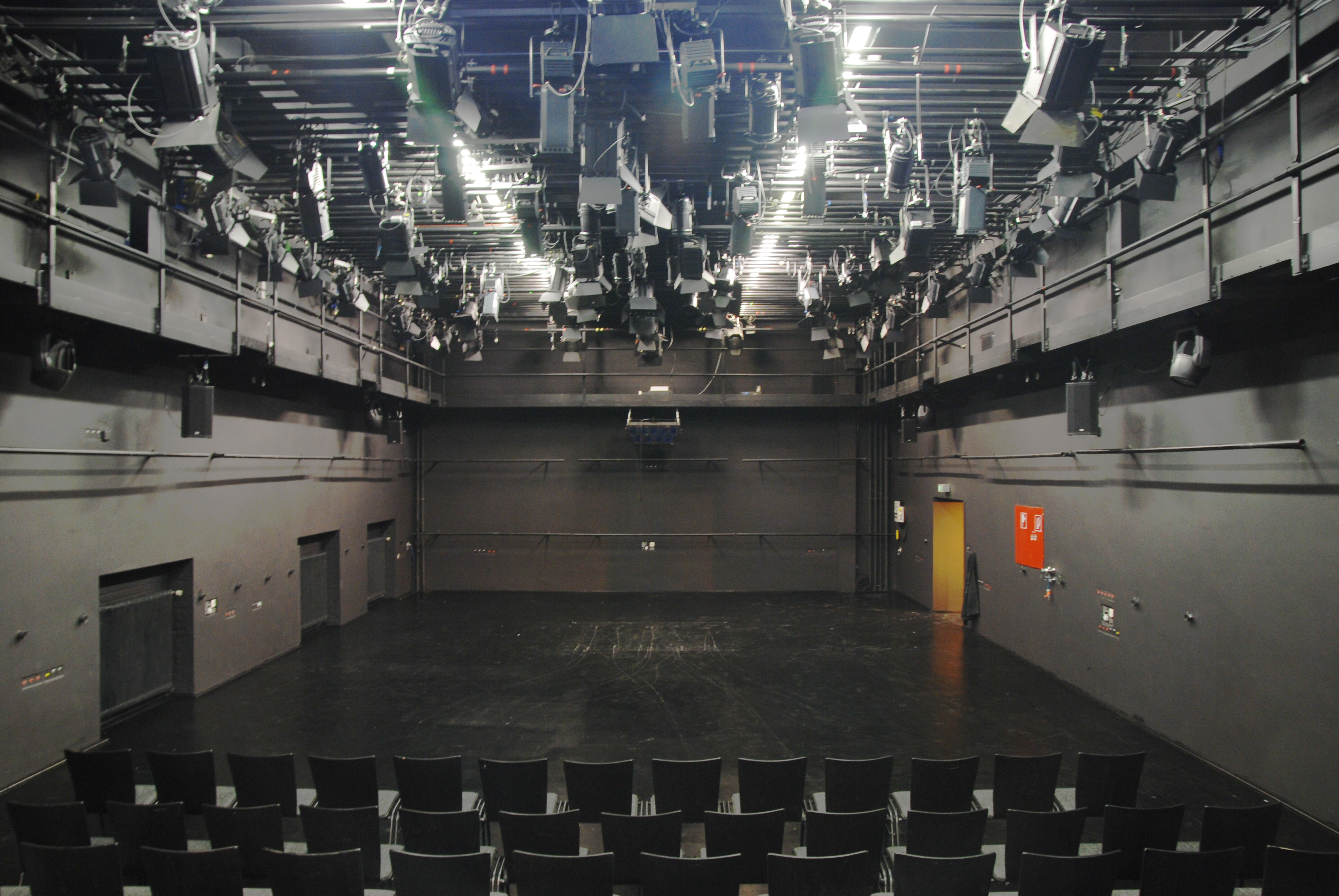
Die Bühne im Studio

1972 kam als weitere Spielstätte die Studiobühne im Werkhaus dazu.
1978 wurden durch den Intendanten Arnold Petersen die Internationalen Schillertage gegründet. Zu diesem Festival werden erfolgreiche Inszenierungen von Schillers Werken aus dem In- und Ausland eingeladen. 2019 fand es zum 20. Mal statt.
1979 wurde das Kinder- und Jugendtheater Schnawwl mit eigenem Ensemble gegründet. Es hat seine Hauptspielstätte in der umgebauten Alten Feuerwache in der Mannheimer Neckarstadt. Im September 2019 jährte sich die Gründung des ältesten kommunalen Kinder- und Jugendtheaters mit einer eigenen Spielstätte in Baden-Württemberg zum 40. Mal.
Der ehemalige Generalmusikdirektor Ádám Fischer (2000 bis 2005) rief 2001 die Mannheimer Mozartwoche ins Leben, welche die Beschäftigung mit Mozarts Musik und der Aufführungspraxis seiner Zeit verstärken sollte. Sie fand um den Todestag Mozarts im Dezember statt. Dabei standen von Anfang an die frühen Opern Mozarts im Zentrum des Interesses. Die Produktion Ascanio in Alba wurde 2006 zu den Salzburger Festspielen eingeladen. 2007 wurde die Mozartwoche in den Sommer verlegt und trug bis zur Spielzeit 2015/16 den Titel Mannheimer Mozartsommer. Konzerte und Aufführungen fanden in Mannheim und im Schwetzinger Schloss statt. 2018 wurde das Festival Mannheimer Mozartsommer als Mannheimer Sommer im Zuge der Opernintendanz von Albrecht Puhlmann neu konzipiert. Unter der künstlerischen Leitung von Jan Dvorak (Chefdramaturg der Oper von 2016–2019) wurde der Beschäftigung mit zeitgenössischem Musiktheater verstärkt Ausdruck verliehen. Mozarts Werke stehen aber weiterhin im Zentrum, u. a. durch eine große Mozartpremiere in jeder Festivalausgabe (2020 Die Entführung aus dem Serail in der Regie von Luk Perceval).
Speziell für Kinder und Jugendliche wurde 2006 während der Generalintendanz Regula Gerbers die Kooperationssparte Junge Oper in Zusammenarbeit der Sparten Oper (Direktion: Klaus-Peter Kehr) und dem damaligen Schnawwl (Direktion Andrea Gronemeyer) gegründet.
2008 wurde das neue Werkstättengebäude für 7,9 Millionen Euro fertiggestellt. Es ersetzte einen Nachkriegsbau, der nicht mehr den technischen Anforderungen entsprochen hatte.
Ab der Spielsaison 2022/2023 ist das Haus am Goetheplatz aufgrund seiner Generalsanierung für das Publikum für voraussichtlich fünf Jahre geschlossen. Der Proben- und Spielbetrieb geht in dezentralen Interimsprobe- und -spielstätten weiter. Im Jahr 2023 wurde das Alte Kino Franklin als Interimsspielstätte für die Sparten Schauspiel und Tanz im neuesten Mannheimer Stadtteil Franklin eröffnet. Im Oktober 2024 wurde die Interimsspielstätte OPAL - Oper am Luisenpark für die Sparten Oper und Tanz eröffnet.

### Intendanten
(Auswahl)
- Abel Seyler
- Wolfgang Heribert von Dalberg, 1779–1803.
- Friedrich Anton von Venningen, 1803–1816.
- Graf Karl August von Luxburg, 1821–1836.
- Julius Werther, 1868–1873 und 1877–1884.
- Otto Devrient, 1876–1877.
- Max Martersteig, 1885–1890.
- August Bassermann, 1895–1904.
- Julius Hofmann, 1904–1906.
- Carl Hagemann, 1906–1910 und 1915–1920.
- Ludwig Landmann, 1912/13 und 1914/15.
- Adolf Krätzer, 1921–1924.
- Francesco Sioli, 1924–1930.
- Herbert Maisch, 1930–1933.
- Friedrich Brandenburg, 1933–1944.
- Carl Onno Eisenbart, 1945–1946.
- Erich Kronen, 1946–1947.
- Richard Dornseiff, 1947–1949.
- Richard Payer, 1949–1950.
- Hans Schüler, 1951–1963.
- Ernst Dietz, 1963–1972.
- Michael Hampe, 1972–1975.
- Arnold Petersen, 1975–1992.
- Klaus Schultz, 1992–1996.
- Ulrich Schwab, 1996–2005.
- Regula Gerber, 2005–2012.
- Lutz Wengler, 2012–2013 kommissarisch.
- Ralf Klöter, Geschäftsführender Intendant; Klaus-Peter Kehr, Oper; Burkhard C. Kosminski, Schauspiel; Kevin O’Day, Ballett.
Andrea Gronemeyer, Schnawwl.
- Ralf Klöter, Geschäftsführender Intendant 2013–2017; Albrecht Puhlmann, Oper; Burkhard C. Kosminski, Schauspiel; Stephan Thoss, Tanz; Andrea Gronemeyer, Junges NTM 2013–2017.
- Marc Stefan Sickel, Geschäftsführender Intendant 2017–2022, Albrecht Puhlmann, Oper; Burkhard C. Kosminski, Schauspiel 2013–2018; Christian Holtzhauer, Schauspiel ab 2018: Stephan Thoss, Tanz; Ulrike Stöck, Junges NTM ab 2017.
- Tilmann Pröllochs, Geschäftsführender Intendant seit 2022; Albrecht Puhlmann, Oper; Christian Holtzhauer, Schauspiel; Stephan Thoss, Tanz; Ulrike Stöck, Junges NTM.

Seit 2013 besteht ein Intendanten-Modell aus einem geschäftsführenden Intendanten und je einem Intendanten bzw. einer Intendantin der Sparten Oper, Schauspiel, Ballett und Schnawwl (Theater für junges Publikum). Im Zuge von Intendanzwechseln erfolgten Umbenennungen der Sparten Ballett zu Tanz sowie von Schnawwl zu Junges Nationaltheater.
Schauspieldirektoren waren seit 1974 Claus Leininger (1974–1977), Jürgen Bosse (1977–1988), Nicolas Brieger (1988–1992), Michael Schlicht (1992–1996), Bruno Klimek (1996–2000) und Jens-Daniel Herzog (2000–2006). Von 2006 bis 2018 wurde das Schauspiel von Burkhard C. Kosminski geleitet. Zum September 2018 folgte ihm Christian Holtzhauer als Schauspielintendant und künstlerischer Leiter der Internationalen Schillertage nach.
Operndirektor war 1998–2005 Dietmar Schwarz. 2005–2016 wurde die Opernsparte von Klaus-Peter Kehr geleitet. Seit 2016 ist Albrecht Puhlmann Opernintendant.
Bis Ende der Spielzeit 2015/2016 teilten sich Kevin O’Day und Dominique Dumais die Leitung der Sparte Ballett. Mit Beginn der Spielzeit 2016/2017 übernahm Stephan Thoss die Leitung der Sparte Tanz als Intendant Tanz und Chefchoreograf.
Das Theater für junges Publikum Schnawwl (ab 2016 umbenannt in „Junges Nationaltheater“) wurde von 2002 bis 2017 von Andrea Gronemeyer geleitet. Seit der Spielzeit 2017/2018 ist Ulrike Stöck Intendantin des Jungen Nationaltheaters.

### Generalmusikdirektoren
Zunächst trugen die Orchesterleiter die Titel Hofkapellmeister oder 1. Kapellmeister. Als solche wirken im 19. Jahrhundert vor allem Franz Lachner (1834–1836) und anschließend sein Bruder Vinzenz Lachner (1836–1872), der es mit 46 Jahren auf die bisher längste Amtszeit eines Dirigenten am Nationaltheater brachte. Zwischen 1896 und 1899 war Emil Nikolaus von Reznicek als Erster Kapellmeister am Nationaltheater tätig. Aus der ersten Hälfte des 20. Jahrhunderts sind noch Wilhelm Furtwängler (1915–1920) und Erich Kleiber (1922–1923) bekannt. Seit 1923 tragen die Chefdirigenten den Titel Generalmusikdirektor. Gelegentlich üben sie gleichzeitig die Funktion eines Operndirektors aus.
- Ignaz Fränzl, 1779–1803.
- Peter Ritter, 1803–1823.
- Michael Frey, 1823–1832.
- Joseph Eschborn, 1832–1834.
- Franz Lachner, 1834–1836.
- Vinzenz Lachner, 1836–1872.
- Ernst Frank, 1872–1877.
- Franz Fischer, 1877–1880.
- Emil Paur, 1880–1889.
- Felix Weingartner, 1889–1891.
- Hugo Röhr, 1892–1896.
- Emil Nikolaus von Reznicek, 1896–1899.
- Willibald Kaehler, 1899–1906.
- Hermann Kutzschbach, 1906–1909.
- Artur Bodanzky, 1909–1915.
- Wilhelm Furtwängler, 1915–1920.
- Franz von Hoeßlin, 1920–1922.
- Erich Kleiber, 1922–1923.
- Richard Lert, 1923–1928.
- Erich Orthmann, 1928–1930.
- Joseph Rosenstock, 1930–1933.
- Philipp Wüst, 1933–1936.
- Karl Elmendorff, 1936–1942.
- Eugen Bodart, 1942–1944.
- Richard Laugs, 1945–1947.
- Fritz Rieger, 1947–1950.
- Eugen Szenkar, 1950–1951.
- Herbert Albert, 1951–1963.
- Horst Stein, 1963–1970.
- Hans Wallat, 1970–1980.
- Wolfgang Rennert, 1980–1985.
- Peter Schneider, 1985–1987.
- Friedemann Layer, 1987–1990.
- Miguel Ángel Gómez Martínez, 1990–1993.
- Jun Märkl, 1993–2000.
- Ádám Fischer, 2000–2005.
- Frédéric Chaslin, 2005–2006.
- Axel Kober, 2006–2007.
- Friedemann Layer, 2007–2009.
- Dan Ettinger, 2009–2016.
- Alexander Soddy, 2016–2022.
- Roberto Rizzi Brignoli, 2023–.

## Ensemble
Zum Ensemble gehörten unter anderem:
als Sänger
- Nicola Beller Carbone
- Hannelore Bode
- Lioba Braun
- Jayne Casselman
- Diana Damrau
- Luana DeVol
- Inessa Galante, 1991–1999.
- Waltraud Meier
- Deborah Polaski
- Gabriele Schnaut, 1980–1986.
- Daniela Sindram
- Hildegard Stolz, 1943–1948.
- Irene Ziegler, 1931–1965.
- Jean Cox
- Friedrich Dalberg, 1957–1970.
- Michael Davidson, 1966–1999.
- Mikel Dean, 1995–2008.
- Allan Evans
- Karlheinz Herr, 1963–1999.
- Franz Mazura, 1964–1987.
- Wolfgang Neumann
- Nikolai Schukoff
- Robert Dean Smith
- Erich Syri, 1969–1999.
- Georg Völker, 1961–1988.
- Ray M. Wade junior, 1995–1998.

als Schauspieler
- Gabriela Badura
- Willy Birgel
- Brigitte Böttrich
- Matthias Brandt
- Robert Bürkner
- Ralf Dittrich
- Bettina Fless
- Bettina Franke
- Ida Ehre
- Detlev Greisner
- Michael Goldberg
- Jörg Hartmann
- Jürgen Holtz
- August Iffland
- Käte Jaenicke
- Gerhard Just
- Michael Kessler
- Rudolf Kowalski
- Andreas Krämer
- Nina Kunzendorf
- Erwin Linder
- Erich Musil
- Karl-Heinz Pelser
- Christina Rubruck
- Annemarie Schradiek
- Jan Singel
- Walter Sittler
- Tom Witkowski, 1969–1976.

Zum aktuellen Ensemble gehören:
als Sänger (ab Spielzeit 2024/25)
- Evez Abdulla
- Ilja Aksionov (Opernstudio)
- Yaara Attias (Opernstudio)
- Thomas Berau
- Christopher Diffey
- Nikola Diskić
- Uwe Eikötter
- Julia Faylenbogen
- Joachim Goltz
- Sung Ha
- Jordan Harding (Opernstudio)
- Ruth Häde
- Rafael Helbig-Kostka
- Thomas Jesatko
- Astrid Kessler
- Seunghee Kho
- Estelle Kruger
- Ilya Lapich
- Shahar Lavi
- Marie-Belle Sandis
- Nataliia Shumska (Opernstudio)
- Amelia Scicolone
- Sung Min Song
- Jonathan Stoughton
- Bartosz Urbanowicz
- Raphael Wittmer
- Patrick Zielke

als Schauspieler (ab Spielzeit 2023/24)
- Tala Al-Deen (a. G.)
- Shirin Ali
- László Branko Breiding (a. G.)
- Matthias Breitenbach
- Maria Helena Bretschneider
- Rocco Brück
- Annemarie Brüntjen
- Leonhard Burkhardt (a. G.)
- Franziskus Claus (a. G.)
- Camille Dombrowsky (a. G.)
- Caleb Felder (a. G.)
- Dominika Hebel
- Almut Henkel
- Jessica Higgins
- Eddie Irle
- Verena Jost (a. G.)
- Boris Koneczny
- Robin Krakowski (a. G.)
- Daniel Krimsky (Studiojahr)
- Jacques Malan (a. G.)
- Maria Munkert
- Arash Nayebbandi (a. G.)
- Oscar Olivo (a. G.)
- Bans Özbük (a. G.)
- Ragna Pitoll
- Patrick Schnicke
- Paul Simon
- David Gordon Smith
- Sandro Sutalo
- Tamer Tahan (a. G.)
- Nicolas Fethi Türksever (a. G.)
- Antoinette Ullrich (a. G.)
- Rahel Weiss
- Sarah Zastrau

im Ensemble des Jungen Nationaltheaters (ab Spielzeit 2024/25)
- Katharina Breier

- Moritz Andrea Bürge
- Soyi Cho
- Rebecca Mauch
- Sebastian Reich
- Hanna Valentina Röhrich
- Uwe Topmann

als Tänzer (ab Spielzeit 2024/25)
- Lorenzo Angelini
- Joris Bergmans
- Joseph Caldo
- Leonardo Cheng
- Zoulfia Choniiazowa
- Arianna di Francesco
- Shaun Patrick Ferren
- Paloma Galiana Moscardó
- Albert Galindo
- Jessica Liu
- Nicola Prato
- Alexandra Chloe Samion
- Dora Stepušin
- Reiko Tan
- Luis Tena Torres
- Emma Kate Tilson
- Noa Siluvangi
- Anna Zardi
- Natsuho Matsumoto

## Besonderheiten
- Die Inszenierung von Richard Wagners Parsifal ist die älteste Inszenierung dieses Werks, die – wenn auch in mit der Zeit abgewandelter Form – noch regelmäßig auf dem Spielplan erscheint. Sie ist damit die älteste noch gespielte Opernproduktion im deutschsprachigen Raum.[7] Sie hatte ihre Premiere am 14. April 1957, der Eröffnungsspielzeit des neuen Hauses, und stammt von dem damaligen Intendanten Hans Schüler. Das Bühnenbild entwarf Paul Walter, die Kostüme Gerda Schulte. Zu jeder Aufführung werden die originalen Requisiten aus der Theatersammlung der Reiss-Engelhorn-Museen ins Theater gebracht. Ein gültiges Regiebuch existiert nicht. Die übermittelten Informationen der jeweils noch informierten Beteiligten bilden den Verlauf der Aufführung. Wesentlich ist der Wandelprospekt für die Szenenfolge, der während der Intendanz von Klaus Schultz (1992–1996) erneuert wurde.
- Seit 1992 erhält ein Nachwuchskünstler des Nationaltheaters den mit 5000 Euro dotierten Arnold-Petersen-Preis. Er wurde auf dessen Anregung von der Roland-Ernst-Stiftung finanziert und wird jährlich vergeben. Preisträger waren der Schauspieler Sven Prietz (2007), die tschechische Tänzerin Veronika Kornová-Cardizzaro (2008)[8], die Schauspielerin Dascha Trautwein (2009),[9] die Sopranistin Katharina Göres (2010)[10], der Tänzer Brian McNeal[11] (2011), der Bariton Nikola Diskic (2012)[12], der Schauspieler Sascha Tuxhorn (2014) und die Sopranistin Eunju Kwon (2015). Ihnen folgte der Schauspieler David Müller (2016) und 2017/18 die Sopranistin Nikola Hillebrand.

- Die Verleihung des Bloomaulorden, der höchsten bürgerschaftlichen Auszeichnung der Stadt Mannheim, findet jedes Jahr im Rahmen einer Aufführung im Nationaltheater statt.
- Seit 2005 hat das Nationaltheater Mannheim einen eigenen Kinderchor.

## Auszeichnungen (Auswahl)
- 2022
  - Einladung zum Berliner Theatertreffen mit der Inszenierung von Schillers Die Jungfrau von Orleans in der Regie von Ewelina Marciniak in einer Bearbeitung von Joanna Bednarczyk[13]
- 2019
  - Nominierung für den Preis der Deutschen Schallplattenkritik der CD-Veröffentlichung der Uraufführung Vespertine nach dem gleichnamigen Album von Björk
- 2018
  - Verleihung des Mühlheimer Dramatikerpreises an Thomas Köcks paradies spielen (abendland. ein abgesang) in einer Inszenierung des Nationaltheaters (Regie: Marie Bues)
- 2017
  - „Uraufführung des Jahres“ 2017 (Infinite Now von Chaya Czernowin) in der Kritikerumfrage der Zeitschrift Opernwelt
  - Verleihung des Operettenpreises „Frosch“ des Bayerischen Rundfunks für Wie werde ich reich und glücklich? von Mischa Spoliansky (Regie: Jan Dvorák/Thomas Fiedler/Julia Warnemünde (Kommando Himmelfahrt))
  - Nominierung für den Preis „Der Faust 2017“ in der Kategorie „Regie Kinder- und Jugendtheater“ von Jan Friedrich für Faust – Der Tragödie erster Teil
  - Verleihung des Mühlheimer Dramatikerpreises an Anne Leppers Mädchen in Not in einer Inszenierung des Nationaltheaters (Regie: Dominic Friedel)
- 2016
  - Verleihung des Preises „Der Faust 2016“ in der Kategorie „Beste Regie im Musiktheater“ an Peter Konwitschny für La Juive
  - Verleihung des Preises „Der Faust 2016“ in der Kategorie „Beste Bühne/Kostüm“ an Achim Freyer für Esame di mezzanotte
- 2015
  - „Opernhaus des Jahres“ 2015 in der Kritikerumfrage der Zeitschrift Opernwelt
  - „Uraufführung des Jahres“ 2015 (Esame di mezzanotte von Lucia Ronchetti) in der Kritikerumfrage der Zeitschrift Opernwelt
- 2014
  - Verleihung des Preises „Der Faust 2014“ an Intendantin Andrea Gronemeyer für Tanz Trommel
  - „Uraufführung des Jahres“ 2014 in der Kritikerumfrage der Zeitschrift Opernwelt für Böse Geister
  - „Chor des Jahres“ in der Kritikerumfrage der Zeitschrift Opernwelt
- 2013
  - 2. Platz „Opernhaus des Jahres“ 2013 in der Kritikerumfrage der Zeitschrift Opernwelt
  - „Uraufführung des Jahres“ 2013 in der Kritikerumfrage der Zeitschrift Opernwelt für Der Idiot
- 2010
  - Preis der Deutschen Theaterverlage 2009 der Stiftung Deutscher Bühnen- und Medienverlage für herausragende Leistungen in Schauspiel und Schnawwl.

## Technische Daten
Das Opernhaus („Großes Haus“) hat 1156 Sitze und besitzt eine der größten Bühnen in Deutschland. Sie ist 24 Meter breit und besitzt eine Drehbühne mit drei integrierten Schrägstellern und drei herausfahrbaren Doppelstockpodien. Das Schauspielhaus („Kleines Haus“) hat maximal 639 Sitzplätze. Durch die Veränderbarkeit von Bühne und Zuschauerraum ist die Zahl variabel. Beide Häuser besitzen eigene Bühnentürme mit jeweils 25 Metern Höhe über Bühnenboden.
Das Haus verfügt über eine Hebebühne mit Schubkettenantrieb, mit der Sattelzüge von Straßenniveau auf Bühnenniveau (1. OG) gehoben werden können. Diese Hebebühne ist für die tägliche An- und Abfuhr von Bühnenbildern inzwischen unerlässlich.
Das Nationaltheater unterhält über Mannheim verteilt mehrere Lagerstätten für Bühnenbilder, sowie ein Probenzentrum, in dem auf 6 Bühnen neue Produktionen einstudiert werden.
Die Werkstätten befinden sich direkt hinter dem Theater im Werkhaus. Das Theater steht auf einem ehemaligen Bunker des Zweiten Weltkriegs, der jetzt als Lagerstätte für Kulissen und Requisiten genutzt wird. Mit Beginn der Spielzeit 2022/2023 ist das Haus am Goetheplatz aufgrund seiner Generalsanierung geschlossen. Entsprechende dezentrale Interimsspiel- und probestätten haben den Betrieb aufgenommen bzw. sind in Vorbereitung. Neben dem bereits sanierten und wieder im Betrieb befindlichen Probezentrum in Neckarau wird ein über die Sanierungszeit hinaus zu nutzendes Zentrallager errichtet werden. Die Wiedereröffnung nach Abschluss aller Sanierungsmaßnahmen und der damit in Zusammenhang stehenden Vorhaben ist für die Spielzeit 2028/2029 terminiert.

## Wirtschaftliche Daten
Der Gesamtetat (2018/19) des Hauses beträgt 62,760 Mio. Euro. Davon trägt die Stadt Mannheim 32,214 Mio. Euro. Der anteilige Betriebskostenzuschuss des Landes Baden-Württemberg beläuft sich auf 16,976 Mio. Euro. Die Umsatzerlöse und Eigeneinnahmen der Spielzeit 2017/18 (mit Mannheimer Sommer) umfassen 6,190 Mio. Euro bei einer Auslastung von 73,81 Prozent sowie 348.571 Besuchern. In der Spielzeit 2018/19 erhöhte sich die Auslastung auf 75 %.
Nach der Corona-Pandemie und der sanierungsbedingten temporären Schließung des Haupthauses am Goetheplatz ist die finanzielle Situation des Nationaltheaters Mannheim seit der Spielzeit 2022/23 zusätzlich durch die Finanzierung der Generalsanierung geprägt. Nach Stand Oktober 2022 belaufen sich diese Kosten auf 287 Millionen Euro. Unter Abzug von 120 Millionen Euro Zuschüssen von Bund und Land sowie 54 Millionen Euro veranschlagter Kosten, verbleiben 113 Millionen, die durch das Nationaltheater per Kredit aufgebracht werden. Die Kosten für die Ersatzspielstätten, die überwiegend durch Anmietung entstehen, werden mit 32 Millionen Euro veranschlagt.